# Louis-Sébastien Lebrun
Louis-Sébastien Lebrun, född den 10 december 1764 i Paris, död där den 27 juni 1829, var en fransk tonsättare.
Lebrun antogs vid sju års ålder som korgosse i kyrkan Notre-Dame och erhöll vid denna katedrals sångskola sin musikaliska bildning. Han utnämndes 1783 till kapellmästare vid kyrkan Saint-Germain-l'Auxerrois och uppträdde 1787 som tenorsångare vid Stora operan, där han sedermera blev anställd som sånglärare. Lebrun erhöll 1807 plats som sångare i kejsar Napoleons kapell. Han komponerade över 14 komiska operor, mässor, romanser med mera. Hans komedi med sång Svärfadren Rival uppfördes i Stockholm.